# Хронология вторжения России на Украину (май 2025)
Эта статья является частью хронологии широкомасштабного вторжения РФ на Украину и описывает события, произошедшие в мае 2025 года.

## 1 мая

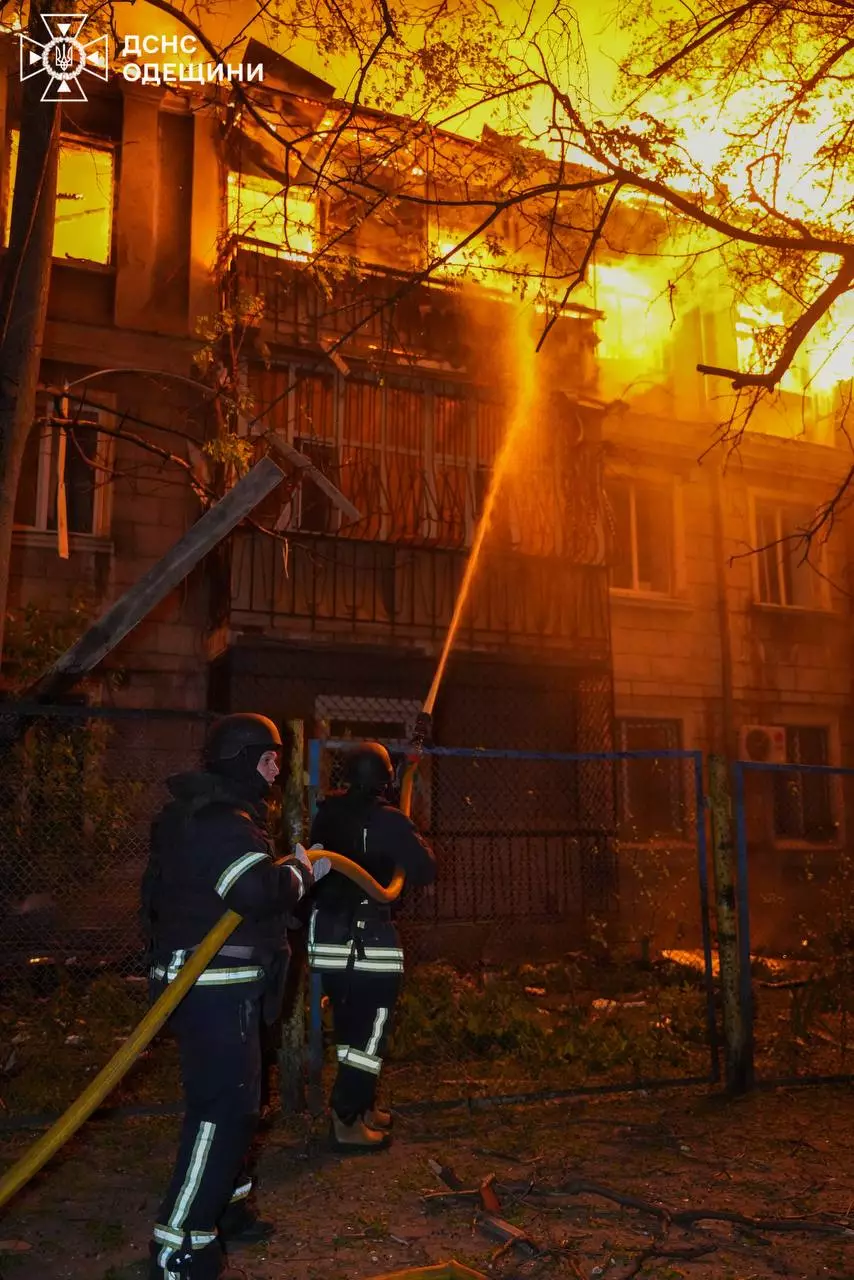
Дом в Одессе после удара

Вооружённые силы Российской Федерации (ВС РФ) нанесли удары иранскими дронами «Шахед» по Одессе. По словам главы Одесской областной администрации Олега Кипера, погибли два человека, ещё пятеро ранены, повреждены жилые и частные дома, супермаркет, школа и автомобили.
Утром того же дня в результате удара по оккупированным Алёшкам погибли 7 человек, более 20 ранены.
Вечером российские войска нанесли 10 ударов по Запорожью, погиб 1 человек, 29 — получили ранения.

## 2 мая
По данным МО РФ, в ночь с 1 на 2 мая был сбит 121 украинский БПЛА, из них 89 — в Крыму, ещё 23 — над побережьем Чёрного моря. Также беспилотники были сбиты над Краснодарским краем, Орловской, Брянской и Белгородской областями.
Согласно данным ВСУ, в ночь с 1 на 2 мая Россия атаковала 150 дронами, 64 из которых были сбиты, 62 не достигли целей. Вице-президент США Джей Ди Вэнс отметил, что война на Украине не закончится в ближайшее время.
ГУР МОУ сообщило, что морским дроном MAGURA V5 был подбит российский истребитель Су-30 в районе Новороссийска.

## 3 мая
Президент Украины Владимир Зеленский отверг предложение президента России Владимира Путина о «трёхдневном перемирии» на 9 мая. Он заявил, что «не гарантирует безопасность тем, кто приедет на парад».

## 4 мая

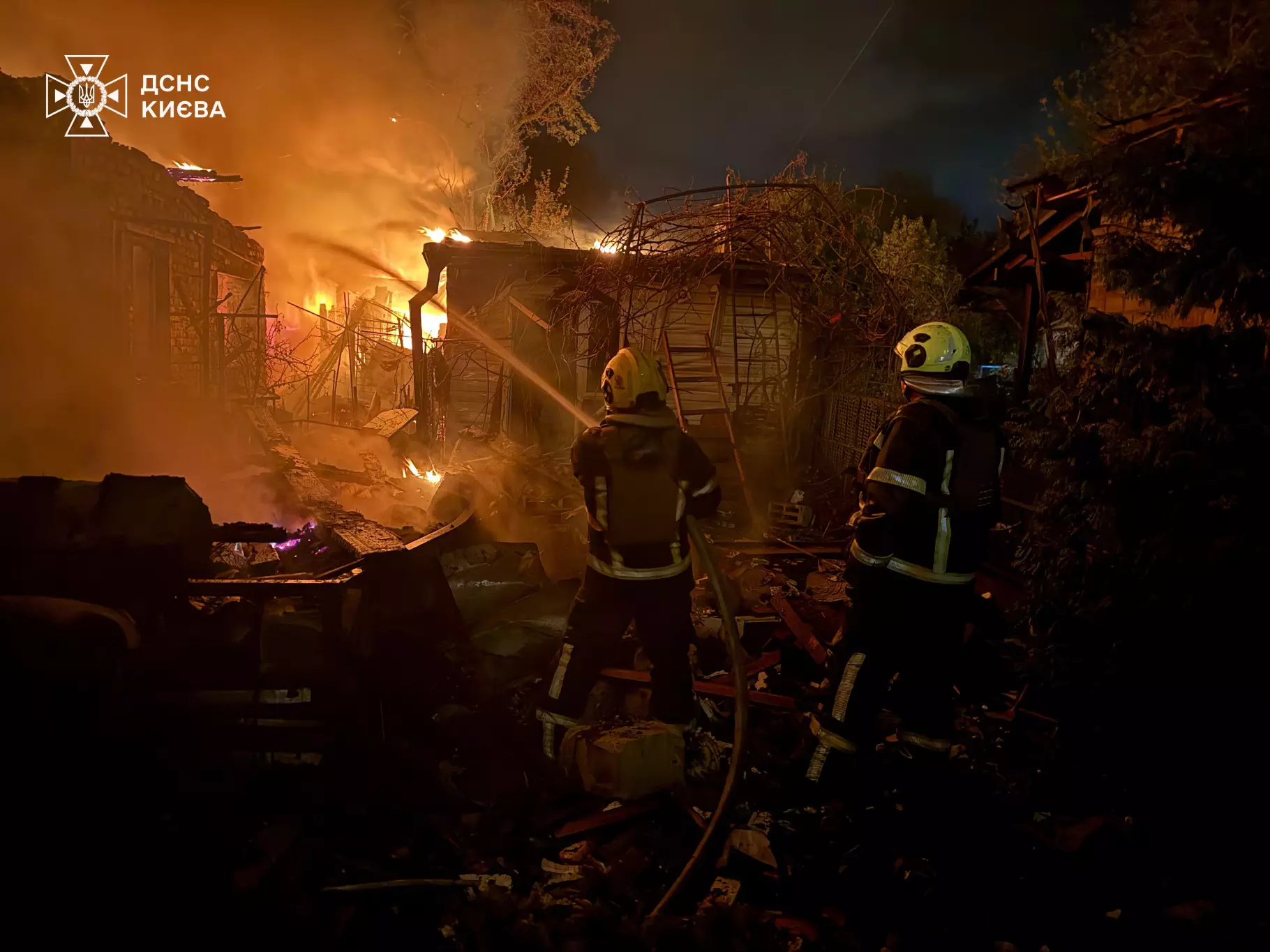
Пожар в Киеве после удара

Военно-воздушные силы Украины (ВВСУ) сообщили, что в ночь на 4 мая российские войска атаковали Украину 165 БПЛА, 149 из которых были сбиты. В результате ударов пострадали Донецкая, Днепропетровская, Харьковская, Киевская и Черкасская области. В Черкассах пострадал 1 человек, в городе вспыхнули несколько пожаров. По данным ГСЧС Украины, пострадали 11 человек от ударов дронами по Киеву, среди них — двое подростков.
Минобороны РФ сообщило, что за ночь было сбито 13 дронов, из них 11 — в Ростовской области, по одному — в Белгородской и Брянской областях.

## 8 мая
После объявления Владимиром Путиным одностороннего перемирия в ночь на 8-е число не были зафиксированы атаки дронов по Украине, однако боевые действия на земле продолжились.

## 11 мая
В ночь на 11 мая 108 ударных беспилотников типа «Шахед» и дроны-имитаторы атаковали Украину. 60 ударных беспилотников удалось сбить, 41 дрон-имитатор был «локационно потерян без негативных последствий», как сообщили украинские военные.
Президент России Владимир Путин предложил Украине начать переговоры без прекращения огня, пытаясь подать это как возобновление прерванных в 2022 году переговоров в Стамбуле. Президент Украины Владимир Зеленский заявил, что готов встретиться с Путиным в четверг 15 мая в Стамбуле, в случае если в силу вступит 30-дневное прекращение огня. Затем Зеленский вновь указал на то, что в четверг приедет в Турцию на переговоры с российским президентом — даже если перемирие не начнётся. При этом Путин предложил провести переговоры без предварительных условий.

## 12 мая
ВС РФ захватили водохранилище, расположенное южнее Миролюбовки.

## 14 мая
Владимир Путин и Владимир Зеленский объявили составы переговорных делегаций.

## 15 мая
ВСУ продвинулись севернее Торецка.
ВС РФ заняли Вольное Поле.

## 16 мая
В Стамбуле прошли первые с весны 2022 года прямые переговоры российской и украинской делегаций. В ходе переговоров удалось достигнуть договорённости об обмене военнопленными по формуле «1000 на 1000».
Вооружённые силы РФ оккупировали сёла Миролюбовка и Михайловка, расположенные восточнее Покровска.

## 17 мая

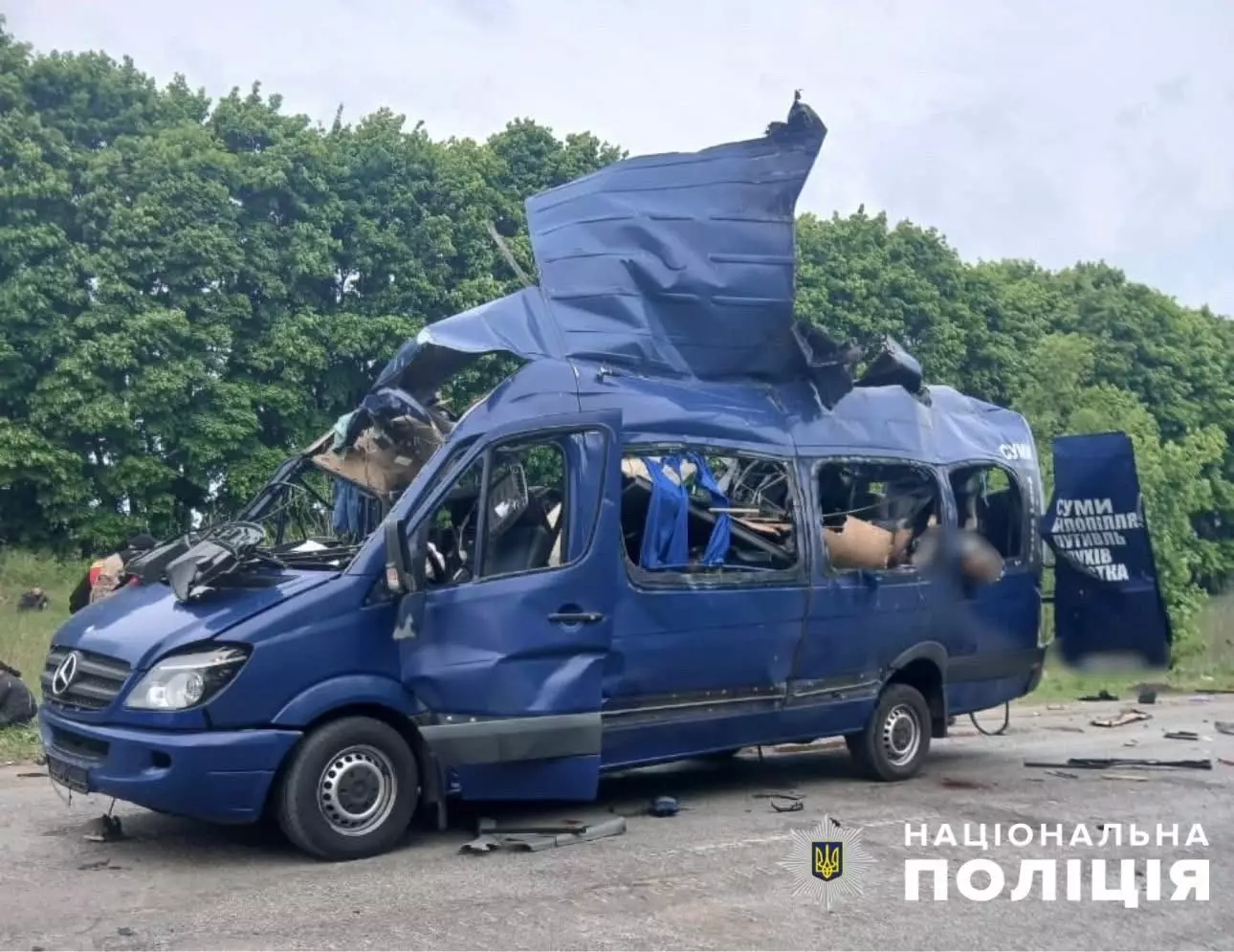
Автобус в Сумской области после удара

Удар российского беспилотника по микроавтобусу в Сумской области. По данным местных властей, погибли 9 человек, эвакуировавшихся из Белополья, ещё 7 ранены. В городе объявлен трёхдневный траур.
ВС РФ заняли Александрополь и Новую Полтавку в Покровском районе. Также было занято село Богатырь.

## 18 мая
Массированная ночная атака российскими беспилотниками Украины. По данным ВВС Украины, было запущено 273 беспилотника (включая ударные и имитаторы), из которых 88 были сбиты и ещё 128 не достигли цели. В Киевской области погиб человек и ранены ещё трое. В Обуховском районе разрушен частный дом, в Фастовском — склад и хозяйственное здание, а также загорелся медицинский центр. Один человек погиб в Херсонской области.

## 19 мая
Президент США Дональд Трамп провёл разговор с Владимиром Путиным. Разговор двух президентов длился более двух часов. По итогам разговора Трамп заявил, что «Россия и Украина немедленно начнут переговоры о прекращении огня и, что ещё важнее, о завершении войны». Путин отметил, что «поблагодарил президента Соединённых Штатов за поддержку со стороны США возобновления прямых переговоров между Россией и Украиной по поводу возможного заключения мирного соглашения».

## 20 мая
ВС РФ нанесли ракетный удар по тренировочному лагерю ВСУ в Сумской области. По информации российской стороны, погибло до 70 военнослужащих. По заявлениям Национальной гвардии Украины, погибло 6 человек, более 10 были ранены. Было распространено видео, на котором запечатлено, как по дороге идёт большая группа военнослужащих и по ним наносится удар. Согласно расследованию BBC Verify, лагерь находится на севере Сумской области, недалеко от границы с РФ. Украинская сторона проводит расследование инцидента.

## 23 мая
Первый этап обмена пленными «1000 на 1000» между Украиной и Россией. Каждая сторона вернула 270 военных и 120 гражданских лиц.
ВС РФ заняли Отрадное.
ВС РФ нанесли удар по портовой инфраструктуре Одессы. Погибло 3 человека.

## 24 мая

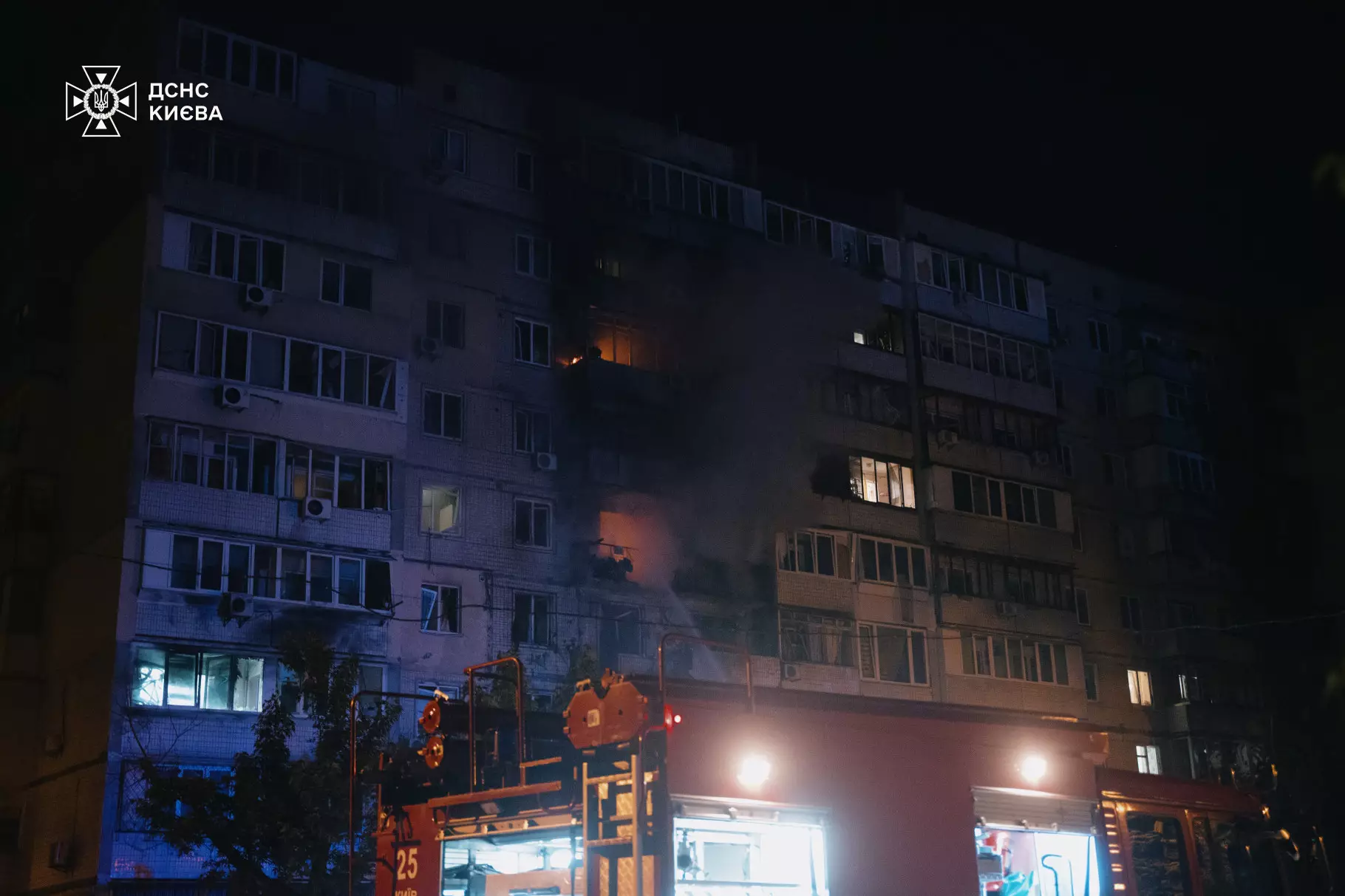
Дом в Киеве после удара

Ночной российский удар по Украине ракетами и беспилотниками. По данным ВВС Украины, было запущено 250 ударных беспилотников «Шахед» и дронов-имитаторов (128 беспилотников, как сообщается, были сбиты и ещё 117 локационно потеряны) и 14 баллистических ракет «Искандер-М/KN-23» (сбиты 6). По словам Владимира Зеленского, пострадали Одесская, Винницкая, Сумская, Харьковская, Донецкая, Киевская и Днепропетровская области.
6 ракет, как сообщается, были сбиты над Киевом; кроме того, город атаковали не менее 20 «шахедов». По словам местных властей, это была одна из самых массированных комбинированных атак на город. Она продолжалась 7 часов. В Киеве повреждены жилые дома, торговый центр и другие здания. По данным местных властей, пострадали 15 человек. Ещё двое пострадали в городе Березань Киевской области, где загорелся частный дом. В Купянском районе Харьковской области от авиаудара погиб один гражданский и пострадали двое; в Константиновке (Донецкая область) погиб один человек и ранены трое.
По словам Минобороны России, над шестью регионами РФ были сбиты 104 украинских беспилотника (74 из которых — над Белгородской областью). В Липецкой области был атакован завод «Энергия», производящий химические источники тока. В Новомосковске Тульской области атакован комбинат «Азот», производящий аммиак и азотные удобрения. Фрагментами сбитых дронов повреждены несколько частных домов, местные власти сообщают о 3 пострадавших.
Второй этап обмена пленными «1000 на 1000» между Украиной и Россией. Каждая сторона вернула 307 военных.
ВС РФ заняли Богдановку.

## 25 мая

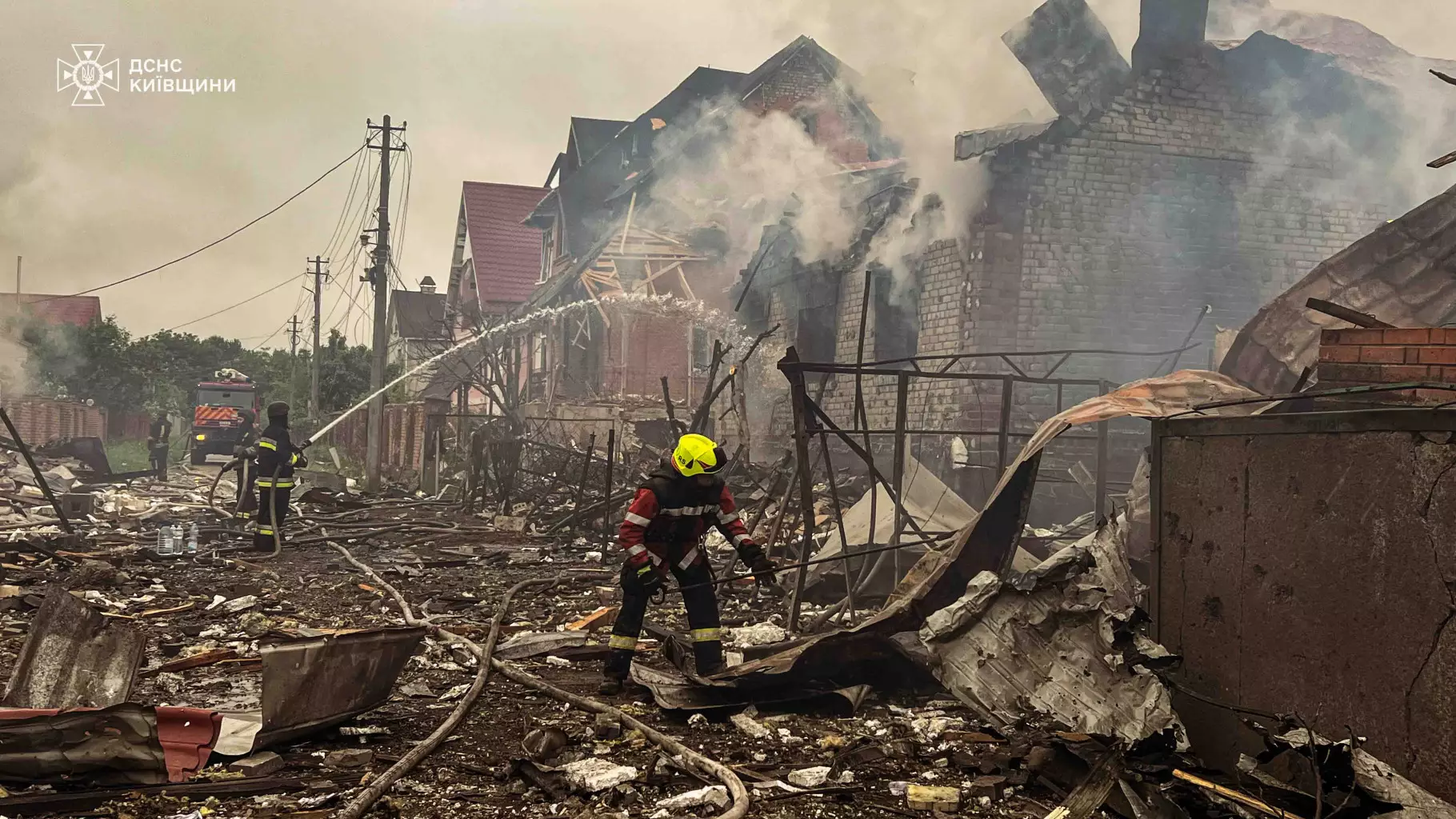
Разрушения в селе Мархалевка (Киевская область)

ВС РФ нанесли крупнейший воздушный удар по Украине за время войны: по данным ВСУ, было запущено 367 ракет и беспилотников. Особенно пострадали Киев (где отмечался день города) и окрестности. В Киевской области 4 человека погибли и 16 были ранены; в Киеве ранены 11. Всего в ходе российских атак по ряду регионов Украины погибли 12 человек и ранены более 60.
Минобороны РФ заявило о сбивании и перехвате 110 украинских дронов, которые атаковали восемь российских регионов.

## 31 мая
В ночь с 31 мая на 1 июня 2025 года в России были подорваны два моста: автомобильный в Брянской области и железнодорожный — в Курской.
Брянская область
Поздним вечером 31 мая 2025 года на перегоне Пильшино — Выгоничи произошёл подрыв автомобильного моста. В результате под углом 45° обрушилась половина моста вместе с фурой «Мираторга», проезжавшей в момент подрыва по мосту. В 22:44 пассажирский поезд № 86Щ сообщением Климов — Москва столкнулся с рухнувшей конструкцией и сошёл с рельсов, несколько пассажирских вагонов опрокинулись. Распространены сообщения о том, что обрушение моста произошло в момент прохождения поезда под мостом, по другим данным оно произошло за несколько секунд до приближения поезда к мосту, по данным «Московского комсомольца» обрушение произошло в 22:20.
Локомотивная бригада из двух человек и пять пассажиров погибли на месте, свыше 100 пассажиров и водитель грузовика получили травмы различной тяжести. Среди погибших — врач детского хосписа «Дом с маяком» Виолетта Горыня, находившаяся в отпуске по уходу за ребенком. 
Тепловоз ТЭП70 и несколько пассажирских вагонов получили повреждения кузова, не подлежащие восстановлению: у тепловоза были почти полностью уничтожены обе кабины машиниста и сплюснута половина крыши и стен кузова со стороны одной из них, а некоторые вагоны были искорёжены и согнуты, некоторым оторвало тележки.
Участок, где был взорван мост в Брянской области, обследовали за пару часов до происшествия, но ничего не выявили.
Курская область
В ту же ночь на 48-м км трассы Тросна—Калиновка в Железногорском районе Курской области железнодорожный мост, по которому ехал двухсекционный тепловоз 2ТЭ10МК-0680 с несколькими грузовыми вагонами, рухнул на автомобильную дорогу. Первая секция тепловоза рухнула вместе с мостом на бок и получила повреждения, вторая секция тепловоза и грузовые вагоны остались на железнодорожном полотне, но сошли с рельсов и были вывернуты под углом вбок и им оторвало тележки. Машинист и два его помощника получили травмы, других пострадавших не было.